# Eduard Boet i Domènech
Eduard Boet Domènech (Barcelona, 9 de març del 1956) és un periodista català.
Boet es va llicenciar a la Universitat Autònoma de Barcelona. Va començar a treballar en Ràdio Joventut de Ràdio Barcelona i més endavant es va unir a l'equip de Futbol en català que Joaquim Maria Puyal dirigia a Ràdio Barcelona. El 1983 es va incorporar a Televisió de Catalunya, on va presentar programes com A tot esport o Gol a gol. Posteriorment va deixar la redacció d'esports i es va encarregar de la informació de trànsit, i més tard va presentar el programa Telenotícies cap de setmana. Fins al març de 2012 va ocupar el càrrec de responsable de les relacions de TVC amb l'àmbit universitari i dirigia projectes acadèmics com el màster en innovació i qualitat televisives amb la Universitat Autònoma de Barcelona i la Universitat Pompeu Fabra (UPF). Llavors va ser nomenat com a cap de comunicació de la cadena. És professor de periodisme a la Universitat Pompeu Fabra.